# Simalio aurobindoi
Simalio aurobindoi là một loài nhện trong họ Clubionidae.
Loài này thuộc chi Simalio. Simalio aurobindoi được miêu tả năm 1991 bởi Patel & C. Adinarayana Reddy.